# NGC 6636
NGC 6636 este o galaxie situată în constelația Dragonul. A fost descoperită în 23 iulie 1884 de către Lewis A. Swift.